# Русская Беденьга (Ульяновский район)
Ру́сская Беде́ньга — село в Ульяновском районе Ульяновской области.
Относится к Ундоровскому сельскому поселению.
Расположено на севере района на левом берегу реки Беденьга, примыкает к границе с Татарстаном.

## История
В документах 1679 года упоминается «присёлок Беденьга» в Казанском уезде, по Самарской дороге, принадлежащий казанцу Ивану Матвееву Змееву, а в 1685 году уже существует село Беденьга, вотчина братьев Ивана, Якова и Льва Матвеевых Змеевых, но в 1694 году он числится лишь за одним Иваном Ипполитовым Змеевым. Сестра Ивана, Анна Ипполитовна, когда выходила замуж за стольника Федора Алексеева Зеленаго, получила в приданое 50 четвертей при селе Беденге и эта земля стала наследственною вотчиною Толстых после брака Марьи Федоровны Зелёной с Борисом Ивановичем. В 1672 году, по завещанию Василия Борисовича Толстого, село Беденьга перешло к его старшему сыну Николаю, а от него к дочери его Софье Николаевне Сафоновой, у которой во время генеральнаго межеванья, числилось здесь 3704 дес. 156 саж. земли. В 1838 году это имение было разделено на две неравные части: участок в 157 дес. 553 саж. отмежеван к деревне Васильевке, тит. сов. Карлу Федоровичу Рудольф, а 2) остальныя 3546 дес. 2003 саж. принадлежали тит.сов. Софье Дмитриевне Татищевой; самое же село состояло из 130 дворов (412 муж. и 428 жен.). Уже тогда был хутор «Отродный», существующей и по настоящее время на р. Беденьге, в трех верстах от села. В 1840 году Татищева продала с. Беденьгу. шт. кап. Афонасию Алексеевичу Столыпину, а он, в 1851 году, подарил её дочери своей жене тит. сов., княгине Марьи Афонасьевне Щербатовой, чтобы упрочить благосостояние её, как неполучившей при выходе в замужество должного награждения. В 1901 году княгиня Щербатова умерла и ей наследовала дочь, жена камер-юнкера Марья Владимировна Каткова, получившая при с. Беденьге только 2098 десятин, так как из оставшейся наделом крестьян земли, ещё княгиня Щербатова продала, 1888 году, 871 дес. 33 саж. обществу бывших своих крестьян, которые в надел получили, на 395 ревизских душ (160 дворов), лишь 533 десятины земли (127 дес. усадебной, 255 дес. 800 саж. пашни, 139 дес.,1600 саж. выгону и 11 дес. 90 саж. лесу). Ныне в селе Русской Беденьге 207 дворов (650 муж. и 670 жен.).
В 1780 году, при создании Симбирского наместничества, село Богородское Беденга тож (ныне Русская Беденьга), помещиковых крестьян, при речке Беденге, вошло в состав Симбирского уезда, Кроме этого села в 5 верстах была деревня Беденга (ныне Татарская Беденьга), служилых татар, крещеных татар.
В 1859 году село Беденьга (Бетеньга)  входило в состав 1-го стана Симбирского уезда Симбирской губернии, в котором в 94 дворах жило 715 человек, имелась церковь и кирпичный завод.
Церковь во имя Покрова Пресвятые Богородицы, в приделе во имя св. великомученика Георгия Победоносца, построена в с. Беденьге в 1783 году Василием Борисовичем Толстым. В 1851 году Афонасий Алексеевич Столыпин сломал церковь за её ветхостью и построил новую, на каменном фундаменте. В 1862 году княгиня М. А. Щербатова пристроила теплый придел во имя великомученика Георгия.
Школа открыта здесь в 1873 году.